# Тамбаду, Абубакар
Абубакар Тамбаду (фр. Aboubacar Tambadou; 16 января 1987, Бамако, Мали) — малийский футболист, полузащитник клуба «Ла-Марса». Выступал за национальную сборную Мали.

## Биография

### Клубная карьера
Начал профессиональную карьеру в 2007 году в клубе «Реал», который базируется в столице Мали, Бамако. В 2008 году перешёл в «Стад Мальен» и вместе с командой завоевал бронзовые награды чемпионата Мали, а также победителем Кубка Конфедерации КАФ.
В июле 2009 года подписал контракт с тунисским клубом «Стад Тунизьен» и сыграл за него 17 матчей. Летом перешёл другой в тунисский клуб «Ла-Марса» из одноимённого города. В декабре 2012 года появилась информация о том, что Тамбаду может перейти в суданский «Аль-Меррейх» за 250 тысяч долларов, однако трансфер не состоялся. Выступал в составе «Ла-Марса» на протяжении трёх лет, проведя 66 игр и забил 8 голов в чемпионате Туниса.
Летом 2013 года перешёл в иракский «Аль-Карх», однако спустя год вернулся в «Ла-Марса». В сезоне 2014/15 провёл за команду 25 матчей и забил 2 гола.

### Карьера в сборной
В составе национальной сборной Мали дебютировал 7 сентября 2008 года в квалификации к чемпионату мира 2010 против Республики Конго. Встреча закончилась поражением Мали со счётом (0:1). Позже Абубакар Тамбаду провёл ещё три товарищеские встречи против Алжира (1:1), Экваториальной Гвинеи (3:0) и последний матч состоялся в 2010 году против Ливии (1:2).

## Достижения
- Бронзовый призёр чемпионата Мали (1): 2008/09
- Победитель Кубка Конфедерации КАФ (1): 2009

## Статистика
| Сезон   | Клуб          | Лига             | Чемпионат | Чемпионат | Кубок | Кубок | Континентальные | Континентальные |
| Сезон   | Клуб          | Лига             | Игры      | Голы      | Игры  | Голы  | Игры            | Голы            |
| ------- | ------------- | ---------------- | --------- | --------- | ----- | ----- | --------------- | --------------- |
| 2007    | Реал (Бамако) | Чемпионат Мали   |           |           |       |       |                 |                 |
| 2007/08 | Реал (Бамако) | Чемпионат Мали   |           |           |       |       |                 |                 |
| 2008/09 | Реал (Бамако) | Чемпионат Мали   |           |           |       |       | 3               | 1               |
| 2009/10 | Стад Тунизьен | Чемпионат Туниса | 17        | 0         |       |       |                 |                 |
| 2010/11 | Ла-Марса      | Чемпионат Туниса | 22        | 1         |       |       |                 |                 |
| 2011/12 | Ла-Марса      | Чемпионат Туниса | 30        | 4         |       |       |                 |                 |
| 2012/13 | Ла-Марса      | Чемпионат Туниса | 14        | 3         |       |       |                 |                 |
| 2013/14 | Аль-Карх      | Чемпионат Ирака  |           |           |       |       |                 |                 |
| 2014/15 | Ла-Марса      | Чемпионат Туниса | 25        | 2         |       |       |                 |                 |